# Mapa cultural mundial Inglehart–Welzel
O mapa cultural mundial Inglehart–Welzel é um gráfico de dispersão concebido pelos cientistas políticos Ronald Inglehart e Christian Welzel baseado no World Values Survey (Inquérito Mundial de Valores). Representa valores culturais estreitamente ligados e variáveis entre sociedades em duas direções predominantes: no eixo vertical, valores tradicionais em oposição a valores seculares-racionais; no eixo horizontal, sobrevivência versus expressão individual. O movimento ascendente neste gráfico reflete uma transição de valores tradicionais para secular-racionais enquanto que um movimento para a esquerda deste reflete uma transição para valores mais em linha com a expressão individual.

## Valores
A análise dos dados fornecidos pelo World Values Survey por Inglehart e Welzel reafirma a existência de duas dimensões de destaque em termos de variação intercultural no mundo:
1. eixo x: Sobrevivência versus valores de expressão individual
2. eixo y: valores Tradicionais versus secular-racionais

Não se trata de um mapa geográfico mas sim de um gráfico no qual os países são posicionados com base nos seus resultados para os dois valores mapeados nos dois eixos. Núcleos de países não simbolizam proximidade geográfica mas sim os valores comuns entre elas.
Valores tradicionais remarcam a importância da religião, laços pais-filhos, deferência à autoridade, padrões absolutos e valores familiares tradicionais. Indivíduos que adotem estes valores também rejeitam o divórcio, aborto, eutanásia e suicídio. Sociedades que abraçem estes valores possuem altos níveis de orgulho nacional e uma perspetiva nacionalista.
Valores secular-racionais demonstram uma preferência oposta àquela dos valores tradicionais. As sociedades que os adotem são menos passíveis de colocar ênfase na religião, valores familiares tradicionais e na autoridade. Questões como o divórcio, aborto, eutanásia e suicídio são consideradas relativamente aceitáveis.
A transição do primeiro para o segundo conjunto de valores foi descrita por Engelbrekt e Nygren como "uma substituição da religião e da superstição pela ciência e burocracia".
Valores de sobrevivência enfatizam a segurança económica e física. Estão ligadas a uma perspetiva relativamente etnocêntrica e a baixos níveis de confiança e tolerância.
Valores de expressão individual traduzem-se numa alta prioridade do bem-estar subjetivo, expressão individual e qualidade de vida. Algumas das atitudes mais comuns em sociedades que os praticam são a proteção ambiental, tolerância de estrangeiros, da orientação sexual individual e igualdade de género, exigências crescentes de participação na construção da vida económica e política, confiança interpessoal, moderação política, e uma mudança nos valores de educação de crianças de um ênfase no trabalho árduo para a criatividade e tolerância.
A transição de sobrevivência para a expressão individual espelha a transição de uma sociedade industrial para outra de matriz pós-industrial, bem como o acolhimento de valores democráticos.

## Núcleos
Os países são divididos em nove núcleos: os de língua inglesa, América Latina, Europa Católica, Europa Protestante, Africanos, Islâmicos, Sul-Asiáticos, Ortodoxos e Confucionista.
Outra proposta de agrupação das sociedades é pela sua riqueza, com as sociedades pobres na parte inferior de ambos os eixos, e as mais ricas no topo.

## Análise específica por país
No mundo ocidental, os Estados Unidos estão entre os mais conservadores (isto é, mais abaixo no mapa), juntamente com outros países católicos altamente conservadores como a Irlanda ou a Polónia. Simoni conclui que "na dimensão tradicional/secular, os Estados Unidos aparecem bastante abaixo de outras sociedades prósperas, com níveis de religiosidade e orgulho nacional comparáveis às de algumas sociedades em desenvolvimento" (grosso modo, entre o Irão e o Iraque).
As sociedades asiáticas estão distribuídas pela dimensão tradicional/secular em dois núcleos, com mais sociedades seculares confucianas no topo, e as do sul asiático, mais tradicionais, no centro do mapa.
A Rússia está entre os países com maior tendência para valores de sobrevivência e do lado oposto, a Suécia lidera no campo da expressão individual.